# فأر مسائي كبير
الفأر المسائي الكبير (بالإنجليزية: Large vesper mouse)‏ واسمه العلمي كالوميس كالوسوس (الاسم العلمي: Calomys callosus)، هو نوعٌ من القوارض في أمريكا الجنوبية، ويقع ضمن عائلة القداديات.
يُوجد أيضًا في الأرجنتين وبوليفيا والبرازيل وباراغواي.
يمتلك نمطًا نوويًا 2n = 50 وFN = 66. كان سابقًا مرادفًا مع Calomys expulsus [الإنجليزية]، لكن الأخير لديه 2n = 66 وFN = 68.
يُعرف خصوصًا كونه ناقل للحمى البوليفية النزفية.